# Matthieu Messagier
Pour les articles homonymes, voir Messagier.
Matthieu Messagier, né le 19 juillet 1949 à Colombier-Fontaine (Doubs) et mort le 1er juin 2021 à Trévenans (Territoire de Belfort), est un poète français.

## Biographie
Fils du peintre Jean Messagier, représentant de la tendance abstraite de l'École de Paris, et de l'artiste céramiste Marcelle Baumann-Messagier, Matthieu Messagier partage son enfance, de 1954 à 1967, entre le Quartier latin de Paris et le moulin de ses parents, en Franche-Comté. Il y écrit ses premiers poèmes qui seront rassemblés, en 1969, dans sa première anthologie, Œuvres 1954-1969. Il y rencontre et fréquente aussi de nombreux artistes amis de son père, comme Hundertwasser.
Encouragé par ses parents, qui lui procurent liberté matérielle et soutien sans condition, il s'installe, en 1966, à Paris dans leur appartement de la rue Pierre-et-Marie-Curie, et se consacre totalement à la poésie. Il entreprend notamment une longue série de « poèmes sans passé » intitulée Les Laines penchées, et qui ne sera publiée qu'en 1975.
En 1967, il rencontre Michel Bulteau qui devient son ami. Ils commencent à écrire ensemble et tournent la même année un premier film en 8 mm, Une voyelle B, qui sera projeté, en mars 1968, dans un cinéma de la rue Cassette. Il ne prend pas part aux événements de Mai 68. Il réalise un autre film avec quelques-uns des futurs « poètes électriques », La Direction de l'odeur.
En 1970, l'écrivain et éditeur Dominique de Roux lui fait signer son premier contrat pour un « livre à venir ». Il paraîtra en 1974 sous le titre de Sanctifié. De Roux sollicitera souvent Messagier lors de la création de la revue Exil. Toujours en 1970, il fonde avec Michel Bulteau Electric Press, organe destiné à publier leurs propres livres et ceux de leurs amis. Une trentaine de titres seront publiés entre 1970 et le début des années 2000.
En compagnie de Bulteau et de seize autres jeunes poètes, dont Jean-Jacques Faussot, Jacques Ferry, Patrick Geoffrois, Thierry Lamarre et Zéno Bianu, il écrit Manifeste Électrique aux paupières de jupes, publié en 1971 aux éditions Le Soleil Noir. Alain Jouffroy est un des rares à en parler, dans un article de cinq pages à la une de l'hebdomadaire Les Lettres françaises. Le poète et traducteur Claude Pélieu s'occupe, quant à lui, de les faire connaître dans les milieux underground américains, notamment à New York.
Au fil des années, le Manifeste Électrique aux paupières de jupes ne cesse de rencontrer un écho de plus en plus large auprès de nouvelles générations, tant sur le plan de la radicalité de l'écriture que de l'expérience vécue de la poésie. Il fait ainsi le lien entre certaines pratiques héritées du surréalisme et la nouveauté formelle apportée par les poètes de la beat generation. En 1972, une partie des signataires du Manifeste Électrique se retrouvent aux côtés de Brion Gysin, William S. Burroughs, Carl Weissner, Bob Kaufman, etc., le temps d'un livre-album mêlant poésie, photographies, cut-ups et inventions graphiques : Parvis à l'écho des cils.
Entre 1972 et 1979, Messagier voyage en hobo en Europe. Il se détache de la poésie. Les livres écrits entre 1966 et 1972 paraissent les uns après les autres. Rattrapé par une maladie neuro-musculaire, il s'installe définitivement dans le Doubs où il compose un poème en prose Orant.
De nombreux livres paraissent durant les années 1980-1990, comme Une rêverie objective, Les Chants tenses, Le Dernier des immobiles. En 1985, il rencontre le philosophe Louis Ucciani, spécialiste de l'utopiste Charles Fourier, qui lui consacre un premier film, La Question oubliée.
Il écrit avec Michel Bulteau XXIII poèmes, publié en 1996, et Proses bien déprosées, 2000.
L'émission Metropolis d'Arte lui consacre un court film en 1997 réalisé par Nicola Sornaga. Ce dernier entreprend en 1999 un long métrage sur la poésie, à partir de la vie et l'œuvre de Messagier, Le Dernier des immobiles (2003). Ce film est accueilli favorablement par la critique, y compris par des réalisateurs comme Jean-Paul Fargier, André S. Labarthe, Jean-Luc Godard ou encore Philippe Garrel, révélant ainsi l'œuvre de Messagier à un plus large public.[réf. nécessaire]
Les éditions Flammarion rééditent en 2000 un ensemble de poèmes devenus introuvables sous le titre La Compil, tandis que Lucas Hees publie en 2005 une vaste anthologie regroupant la plupart des auteurs du Manifeste Électrique : Précis de dynamitage - anthologie électrique 1966-2001 (La Différence).
L'œuvre de Matthieu Messagier est forte de plus d'une cinquantaine de livres, dont certains réalisés en collaboration avec des peintres tels que Henri Cueco, Enrico Baj, Dado, Claude Viallat, Jorge Camacho, Pierre Courtin ou Ramon Alejandro.
Messagier accomplit en parallèle à son activité poétique une œuvre dessinée. En novembre 2009 à Paris, à la Galerie du jour, agnès b. accueille « Anima Chromatica », première exposition de Messagier, comprenant 200 dessins réalisés entre l'année 2007 et 2009. Malek Abbou, Michel Bulteau et Louis Ucciani composent le livre-catalogue de l'exposition, publié par les éditions FAGE. La galerie Jean Greset et le Centre d'art mobile de Besançon présentent en juin et juillet 2010 « Anima Chromatica 2 ». En mai 2011, la galerie José Martinez à Lyon présente Les Nouvelles Demoiselles d'Avignon, triptyque composé au crayon d'écolier et un Mandala d'encres de perle sur cartons de gâteaux élaboré d'après une série nouvelle exécutée sur format circulaire. En février 2013, la galerie Suzanne Tarasieve, au LOFT 19, à Paris, accueille l'exposition « Mystic & Smart », où de nouvelles séries d'encres vinyliques, sur papier ou sur carton, certaines avec collages, sont présentées : guerriers, rois, princes, squelettes couronnés, saints, en danse macabre du genre dandy.
Il meurt le 1er juin 2021 à l'hôpital Nord Franche-Comté de Trévenans dans le Territoire de Belfort,.

## Œuvres

### Écrits
- 1969 : Œuvres 1954-1969, Jean-Jacques Pauvert (réédition en 1978)
- 1970 : Mozart = Lézard et ça sent le chocolat blanc ! (Jésus-Christ ou la salle des rouages), Electric Press
- 1971 :
  - Manifeste Électrique Aux Paupières De Jupes (collectif), Le Soleil Noir
  - TEXTE pour les étoiles, Electric Press
- 1972 : 
  - Nord d’été naître opaque, Jean-Jacques Pauvert
  - Neumes du souffle, Agentzia
  - Mort, l’aine, avec Zéno Bianu, Christian Bourgois
  - Éternités blessées de gestes suivi de L’Apotome, Electric Press
  - Parvis à l’écho des cils (collectif), Jean-Jacques Pauvert
  - One Kiss, avec Jean-Pierre Cretin, Robert Bodson
- 1973 : Géologie historique, Pierre-Jean Oswald
- 1974 : 
  - Sanctifié, Christian Bourgois
  - Le Dit des gravités en Sanctifié, illustr. de Ramón Alejandro, Atelier de l’Agneau
- 1975 : Les Laines penchées, préface de Michel Bulteau, Seghers éditions — prix Pascal-Forthuny de l’Académie française
- 1977 : Poèmes (1967-1971), Christian Bourgois
- 1978 : Vic et Eance, Christian Bourgois
- 1983 : Un temps choisi à Trelles, avec Jacques Ferry et Simon Messagier, Nordeste
- 1986 : 
  - Le Chemin Lael, Luvah
  - Le Désespoir aux quatre fleuves, illustr. de Jean Messagier, Fata Morgana
- 1987 : Le Voyage à la planète suivi de Le Bestiaire, Luvah
- 1988 : Le Solde de l’avant-mot ?, avec un portrait par Jean Messagier, Pasnic
- 1989 : 
  - Le Dernier des immobiles, Fata Morgana
  - Butterfly Explorers, avec Benoît Holliger, Simon Messagier et Francis Roy, La Font
- 1990 : 
  - Orant (poème en prose), Christian Bourgois
  - À chacun d’avril, illustr. de Jean Messagier, Fata Morgana
- 1991 : 
  - Le Merisier philosophique, Luvah
  - La Songeraie, avec une vignette de M. Baumann M., Canevas
  - Le Soliflore désordonné, Wigwam
- 1992 : 
  - 5 comptines après la pluie, Myrddin
  - Une Rêverie objective, signes de Ramón Alejandro, Le Castor Astral
- 1993 : 
  - La Première des innées, illustr. d’Umberto Maggioni, chez l’illustrateur, Moutier, Suisse
  - De la Tanche et de son principe complétif, Canevas
  - Le Benjoin du petit val fertile, Myrddin
- 1994 : 
  - 12 illusions imbriquées (édition bilingue en chinois et en français), CCJCC
  - 25 parfums pour un bal à n’os, illustr. de Simon Messagier, Fata Morgana
- 1995 : 
  - L’Alose aux épars (édition bilingue en italien et en français), eau forte de Henri Cueco, Festina Lente edizioni, Verona, Italie
  - Faut payer pour voir, Electric Press
  - Cochon (collectif), les Feuilles de Lune
- 1996 : Les Chants Tenses, Flammarion
- 1997 : 
  - XXIII Poèmes, avec Michel Bulteau, Luvah, 1996 & Electric Press
  - Des larmes sur une véranda de massepain, Verdict Floral, Le Givre de l’éclair
- 1998 : 
  - Archives dissipées (collectif), Montagne Froide
  - Champignons (collectif), les Feuilles de Lune
- 1999 : À l’ancre d’achronie, Fata Morgana
- 2000 : 
  - Elvis Presley sa navigation, Aglis Press
  - Poésie 1964-1974, La Compil, Flammarion
  - Les Grands Poèmes Faux, Variétés, Flammarion
- 2001 : 
  - Précis de l’hors rien, un petit opéra muet pour les poules, les astres et les océans, illustr. de Simon Messagier, Fata Morgana
  - Proses bien déprosées, avec Michel Bulteau, Electric Press
  - Sans titre sans date, illustr. de Patrick Depin, Maeght éditeur
- 2002 : 
  - Un carnet du dedans, dessins d’Enrico Baj, Avant Post/Urdla
  - Éphéméride, danse de Valentine Verhaeghe, La main courante
  - Géologie historique et autres poèmes, préface de Renaud Ego, Christian Bourgois
  - Cahier n° 26 la danse est occupée ailleurs, avec Florent Chopin, 2 exemplaires écrits et peints à la main, chez l’illustrateur
  - Le Bestiaire, illustré par la goutte de trou noir de Richard Meier, Voix éditions
- 2003 : 
  - Album en Lent, Éditions 23
  - Calendrier d’Avants, avec Renaud Ego, frontispice et illustr. de Florent Chopin, Florence Gillet, Al Martin et Simon Messagier, Kugel Rundenull Verlag, Bern-Leipzig
- 2004 : 
  - Une clarté sessile, avec six lithographies de Dado, Fata Morgana
  - Les Transfigurations, préface de Thierry Beauchamp et Nicola Sornaga, Le Castor Astral
  - L’Universelle & l’Idiot irrompu, illustr. d’Yvon Taillandier, Dumerchez
  - Le Dit de la reine aux sortilèges de fruissements, l’Instant Perpétuel
  - Aquamancies, dix poèmes illustrés en regard de dix gravures de Catherine Bolle, Samuel Buri, Jorge Camacho, Pierre Courtin, Novello Finotti, Umberto Maggioni, Simon Messagier, Giulia Napoleone, Louis Pons et Yvan Theimer, édition établie par la taille-doucière Anna Ziliotto, poème-exergue de Michel Bulteau, édition bilingue en français et en italien, Edizioni d’Arte Gibralfaro, Verona, Italia
- 2005 : 
  - Fond de troisième œil, Flammarion
  - Notes du Dehors, enluminées par Dado, éditions Léo Scheer
  - Le Bestiaire, avec un fil croisé de Richard Meier, Voix éditions
  - 4 Fonts cardinaux, avec quatre tirages argentiques de Malick Sidibé, boîtier conçu par Andrea Branzi, éditions Toluca
  - Siège de la tirelire blanche, L’Arachnoïde & Le Renard pâle
- 2006 : Poème défectif, Electric Press
- 2007 : 
  - 28 idéographes, tirés à 28 exemplaires ornés d’un idéographe original chacun, Le Renard pâle, « Sous le signe du Soleil Noir »
  - Le Cristal, photographies de Lucien Clergue, tiré à 26 exemplaires, Le Renard pâle
  - Solstice des alentours, Les Carnets de Montagne Froide
  - Pangea Ultima, illustr. de Koschmider, 3 exemplaires, Collection Mémoires
  - La Mère des sorts morts, poème illustré de 4 tirages au platine de Francisco Toledo dans un boîtier de Ryuji Mitani, tiré à 20 exemplaires, Toluca éditions
  - Quelque rien légendaire, illustr. de Claude Viallat, 18 exemplaires, Le Renard pâle
  - Le Ciel violet des villes prématurées, illustr. de Jean Anguera et Éric Coisel, 3 exemplaires, Collection Mémoires
  - L’Alter Ogre, illustré de deux idéographes de l’auteur, Fata Morgana
  - Les 4 souffles de l’Avent, édition manuscrite limitée à 10 exemplaires sur papier en fibres végétales créé par Geneviève Sicre, Librairie Nomade, L’Isle sur la Sorgue, 25 décembre
- 2008 : 
  - 5 Contregraphes, illustré de 5 Gribouillis par Florence Gillet, l’Attentive éditeur
  - Le boulier éparpillé de la triple constance du fleuve, (After shame balm), illustr. de Tony Soulié, 3 exemplaires, Collection Mémoires
  - Une sorte d’indicible petit discours poétique et ridicule, avec 7 couleurs pour un livre par Michel Collet, Æncrages & Co
  - Des Voies d’outre-ciel, illustr. de Claude Viallat, 27 ex. dans un étui réalisé par Anne Duval, Le Renard pâle
  - L’épée sans trêve suivi de Poèmes de la désinvolture, La Différence
- 2009 : 
  - Overpoem, édition manuscrite limitée à 10 exemplaires sur papier en fibres végétales créé par Geneviève Sicre, Le Renard pâle, 1er janvier
  - Sorbets & Sentiments, préface de Malek Abbou, Le Castor Astral
  - Jouets dispersés aux enchères insolvables de l’enfance, illustr. de Catherine Bolle, éditions Traces, Genève
  - D’atome et passe, avec Ivan Alechine, illustr. d’Aki Kuroda, La Pierre D’Alun éditeur, collection Pierre d’Angle, Bruxelles
  - Frimes riches fourvoyées en quatre, éditions Caedere
  - Le Nerf-volant, ilnervolante, illustr. de Solano Cardenas, édition bilingue français/italien, Edizioni Gibralfaro & ECM, Vérone
  - VIA CRUCIS & UNE NUIT THEOGRAPHIQUE, leporello dépliant d'Umberto Maggioni, chez l'illustrateur, Moustier
- 2010 : 
  - Poèmes sans tain, Flammarion
  - Les Barques internes (avec Michel Bulteau), 38 exemplaires avec deux gravures rehaussées de Mathias Gaillaguet et Romuald Samis, Le Renard Pâle
  - Frimes Riches Fourvoyées en Quatre, encres de l'auteur, Collection par(agrafe), Caedere
- 2011 : 
  - La mue du vide s'entretient avec l'Espace, Æncrages & Co
  - Le Sans du Rêve, avec des monotypes de François Bouillon, Zéro, l'infini.
- 2013 :
  - Le Journal Perdu de Littera Lord de la Bijouterie, Impeccables, Falaise
  - Un paralogue futural, avec Malek Abbou (et des entrées en jeu de Michel Bulteau et Jacques Ferry), Impeccables, Falaise.
  - La Dernière écriture du simplicié, Le Castor Astral
- 2015 :
  - Poèmes debout, Nouvelles éditions Place
- 2017 :
  - Poèmes de gare, Nouvelles éditions Place
- 2019 :
  - Exuvies électriques, avec Michel Bulteau, 14 collages des auteurs Nouvelles éditions Place
- 2021 : 
  - Métapoèmes, avec une postface de Cyrille Zola-Place, Nouvelles éditions Place
- 2023 : 
  - La Jungle de Madame Haussmann, arapesh

### Films
- 1967 : Une voyelle B, premier film de Messagier, en 8 mm
- 1968 : La Direction de l'odeur

### Sur Matthieu Messagier
- 2002 : L'Arpent du poème dépasse l'année-lumière de Renaud Ego, éditions Jean-Michel Place

### Filmographie
- 1997 : court-métrage de Nicola Sornaga pour l'émission Metropolis (Arte)
- 2002 : Le Dernier des immobiles de Nicola Sornaga, MAIA Films/Production Gilles Sandoz